# 森合康行のタイムドカン
『森合康行のタイムドカン』（もりあいやすゆきのたいむどかん）は、CBCラジオが放送されていた夜のワイド番組。2008年10月4日より放送開始。2009年3月28日を以て番組終了。次番組は、沢朋宏がパーソナリティーの「澤朋宏アワー サワっていいとも!」。

## 概要
- パーソナリティーの森合康行が1970年代から現在のカルチャーを独自の視点で斬る時間旅行番組をキーワードとして、懐かしの音楽やゲストとのトークなどを振り返る音楽番組。

## 出演者
- 森合康行

## 放送時間
- 毎週土曜 18:00～21:00

## 備考
- 2009年12月29日に年末特番で、「森合康行のタイムドカンR（リターンズ）」（18:00～20:00）として一夜限りで復活。